# Guru (rapper)
Guru, rodným jménem Keith Edward Elam (17. července 1961 – 19. dubna 2010) byl americký rapper a hudební producent.

## Život
Narodil se do rodiny soudce v Roxbury, čtvrti Bostonu ve státě Massachusetts. Po dokončení střední školy docházel na Morehouse College v Atlantě, kterou v oboru obchodní administrativy dokončil. Rovněž docházel na Fashion Institute of Technology na Manhattanu. Tuto školu však nedokončil, neboť se rozhodl naplno věnovat hudební kariéře. Zpočátku vystupoval pod jménem MC Keithy E, které si později změnil na Guru (akronym pro Gifted Unlimited Rhymes Universal). V roce 1985 založil spolu s DJ 1,2 B-Down duo Gang Starr. Jeho spolupracovník však duo v roce 1989 opustil a Guru tak pod tímto názvem pracoval sám, nicméně zanedlouho se k němu přidal DJ Premier. Duo svou činnost ukončilo v roce 2006.
V roce 1993, ještě jako člen Gang Starr, začal vydávat sólová alba. Prvním z nich byla deska Guru's Jazzmatazz, Vol. 1. Jde o první ze série alb, na kterém kombinoval hip hop s jazzovými prvky. Podíleli se na něm například jazzoví hudebníci Donald Byrd, Lonnie Liston Smith, Branford Marsalis a mnoho dalších. Pokračování série nazvané Guru's Jazzmatazz, Vol. 2: The New Reality vyšlo o dva roky později a přispěli na něj například Chaka Khan, Meshell Ndegeocello a Ramsey Lewis. O pět let později následovala třetí sólová deska nazvaná Guru's Jazzmatazz, Vol. 3: Streetsoul. Opět se na ní podílela řada hostujících hudebníků, mezi něž tentokrát patřili vedle jiných Erykah Badu, Herbie Hancock, Macy Gray a Isaac Hayes.
Své první sólové album mimo sérii Jazzmatazz vydal v roce 2001 a neslo název Baldhead Slick & da Click. Roku 2005 vydal další sólovou desku a o dva roky později se s albem Guru's Jazzmatazz, Vol. 4: The Hip Hop Jazz Messenger: Back to the Future vrátil k sérii Jazzmatazz. Na nahrávce se podíleli například Damian Marley, Dionne Farris a David Sanborn. Poslední sólové album vydal v roce 2009, neslo název Guru 8.0: Lost and Found.
Dne 28. února 2010 prodělal srdeční zástavu a po chirurgickém zákroku upadl do kómatu. Jeho spolupracovník Solar tvrdil, že se z kómatu na chvíli probral, avšak jeho rodina to označila za nepravdivé. Dne 19. dubna 2010 ve věku 48 let zemřel.

## Sólová diskografie
- Guru's Jazzmatazz, Vol. 1 (1993)
- Guru's Jazzmatazz, Vol. 2: The New Reality (1995)
- Guru's Jazzmatazz, Vol. 3: Streetsoul (2000)
- Baldhead Slick & da Click (2001)
- Version 7.0: The Street Scriptures (2005)
- Guru's Jazzmatazz, Vol. 4: The Hip Hop Jazz Messenger: Back to the Future (2007)
- Guru 8.0: Lost and Found (2009)